# トゥルー・カラーズ (シンディ・ローパーの曲)
「トゥルー・カラーズ」 (True Colors) は、アメリカ合衆国のソングライターであるビリー・スタインバーグとトム・ケリーによって制作された楽曲で、歌手のシンディ・ローパーが歌詞を若干つけ加えた。シンディ・ローパーの同名の2ndアルバムからの 1stシングルとして発表された。この曲はそのアルバムに収録されたオリジナル曲のうち、唯一ローパーが作詞作曲を手伝っていない曲である。「トゥルー・カラーズ」は、ビルボード・ホット100で2週間1位を記録し、グラミー賞の最優秀女性ポップ・ボーカル・パフォーマンス賞の候補作品となった。

## 楽曲情報
「トゥルー・カラーズ」は元々ビリー・スタインバーグが彼自身の母親について書いた曲だった。トム・ケリーが最初のバースを変更し、2人でこの曲をシンディ・ローパーへ提出した。彼らのデモ・ヴァージョンは、「明日に架ける橋」のようなピアノを中心としたゴスペル・バラードだった。スタインバーグは、「シンディは、なにかはっとさせるような飾り気のない形にこの曲をアレンジさせて完成させた」と語っている。
この曲はアメリカのビルボード・ホット100で1位を、オーストラリアでは3位、全英シングルチャートで12位を記録した。
「トゥルー・カラーズ」は、その歌詞の内容からゲイの人たちの人権運動のテーマ曲として使用されるようになった。

## 日本との関わりについて
2025年、NHKのBSのドラマ「TRUE COLORS」のエンディングテーマに採用された。
また、日本のロックバンド・スピッツの「チェリー」という楽曲の制作において、曲の感じや雰囲気を出すために聴き込んだ上で作り上げたという。メンバーは「僕たちのチェリーという曲はシンディ(・ローパー)のTrue Colorsがヒントになって出来た曲でもあって、この曲がなかったら今のスピッツはなかったかも」と語っている。

## チャート
| チャート（1986年）                                     | 最高位 |
| ------------------------------------------------------ | ------ |
| オーストラリア ARIAシングルチャート                    | 3      |
| オーストリア・トップ40                                 | 12     |
| カナディアン・シングルチャート                         | 1      |
| フランス・シングルチャート                             | 49     |
| ドイツ・シングルチャート                               | 18     |
| ドイツ・エアプレイ                                     | 6      |
| アイルランド・シングルチャート                         | 6      |
| イタリア・シングルチャート                             | 8      |
| 日本・ホット100                                        | 59     |
| オランダ・シングルチャート                             | 7      |
| ニュージーランド・RIANZシングルチャート                | 3      |
| ノルウェー・シングルチャート                           | 10     |
| スウェーデン・シングルチャート                         | 4      |
| スイス・シングルチャート                               | 17     |
| 全英シングルチャート                                   | 12     |
| アメリカ合衆国・ビルボード・ホット100                  | 1      |
| アメリカ合衆国・キャッシュボックス                     | 1      |
| アメリカ合衆国・ビルボード・アダルト・コンテンポラリー | 5      |
| チャート（2008年）                                     | 最高位 |
| ノルウェー・シングルチャート                           | 17     |

### 認定
| 国             | 認定     | 売上      |
| -------------- | -------- | --------- |
| 日本           |          | 11,240    |
| カナダ         | ゴールド | 50,000    |
| アメリカ合衆国 | プラチナ | 1,000,000 |

| 先代 「あなたを想うとき」 by ジャネット・ジャクソン | Billboard Hot 100 1位獲得作品 1986年10月25日 - 1986年11月1日 | 次代 「アマンダ」 by ボストン |

## フィル・コリンズのカバー
1998年、イギリスの歌手フィル・コリンズは、自身のベスト・アルバム「ベスト・オブ・フィル・コリンズ」に収録するための新曲としてこの曲をカバーした。このカバーは、ローパーのオリジナルよりもスムーズジャズ色が強く、R&B歌手のベイビーフェイスがプロデュース及びバックボーカルで参加している。
このバージョンは、アメリカ合衆国のビルボード・アダルト・コンテンポラリーで最高2位を、全英シングルチャートで26位を記録した。

### チャート
| チャート（1998年）                                     | 最高位 |
| ------------------------------------------------------ | ------ |
| オランダ・シングルチャート                             | 73     |
| ドイツ・シングルチャート                               | 35     |
| フランス・シングルチャート                             | 33     |
| 全英シングルチャート                                   | 26     |
| アメリカ合衆国・ビルボード・アダルト・コンテンポラリー | 2      |

## その他のカバー
- ゴスペラーズ - 2017年、映画『彼らが本気で編むときは、』イメージソング[12]